# Snow Hill (Maryland)
Snow Hill é uma cidade  localizada no estado americano de Maryland, no Condado de Worcester.

## Demografia
Segundo o censo americano de 2000, a sua população era de 2409 habitantes.
Em 2006, foi estimada uma população de 2294, um decréscimo de 115 (-4.8%).

## Geografia
De acordo com o United States Census Bureau tem uma área de
3,5 km², dos quais 3,5 km² cobertos por terra e 0,0 km² cobertos por água. Snow Hill localiza-se a aproximadamente 7 m acima do nível do mar.

## Localidades na vizinhança
O diagrama seguinte representa as localidades num raio de 24 km ao redor de Snow Hill.